# Kasjmier (wol)

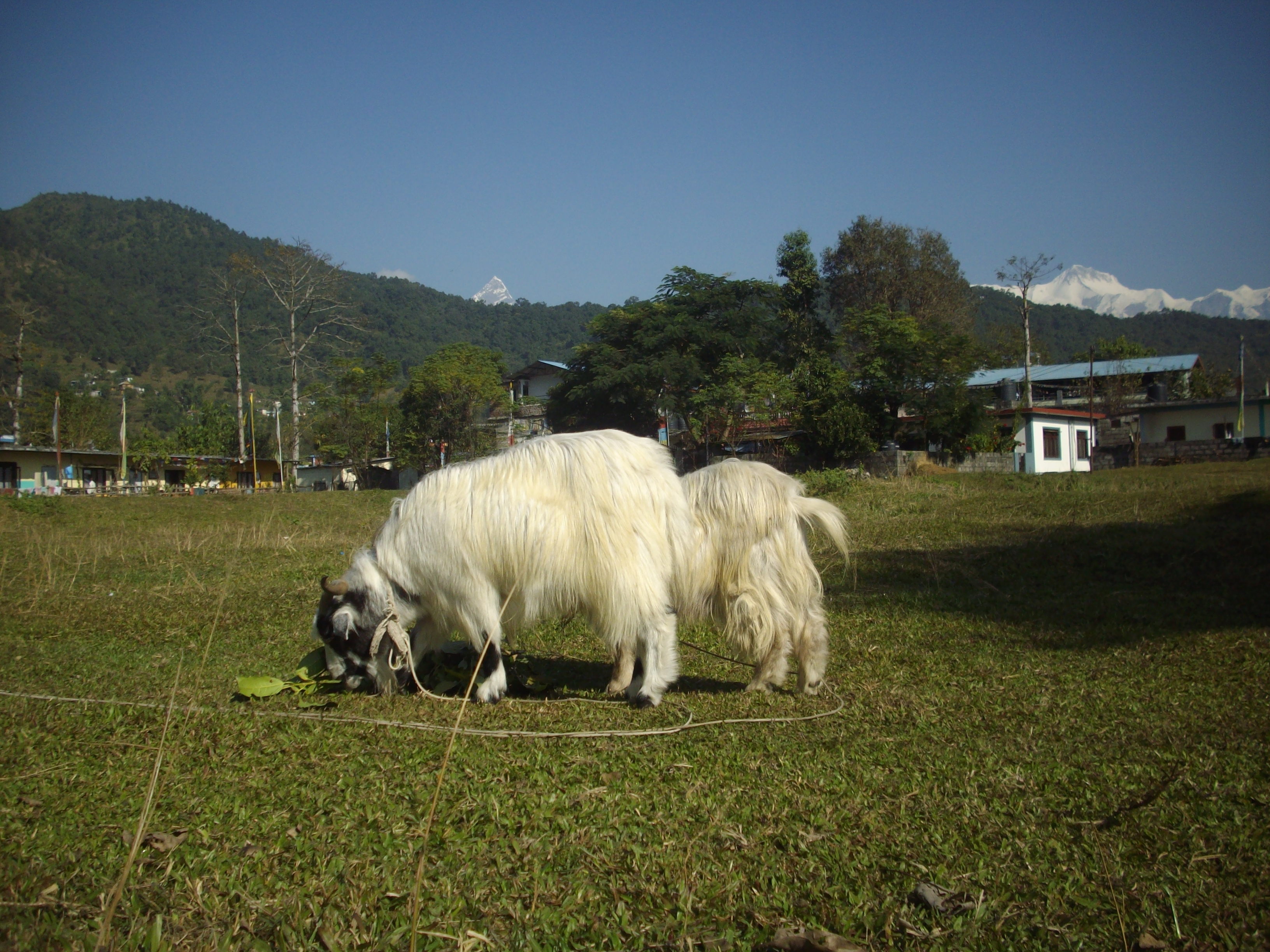
Kasjmiergeiten

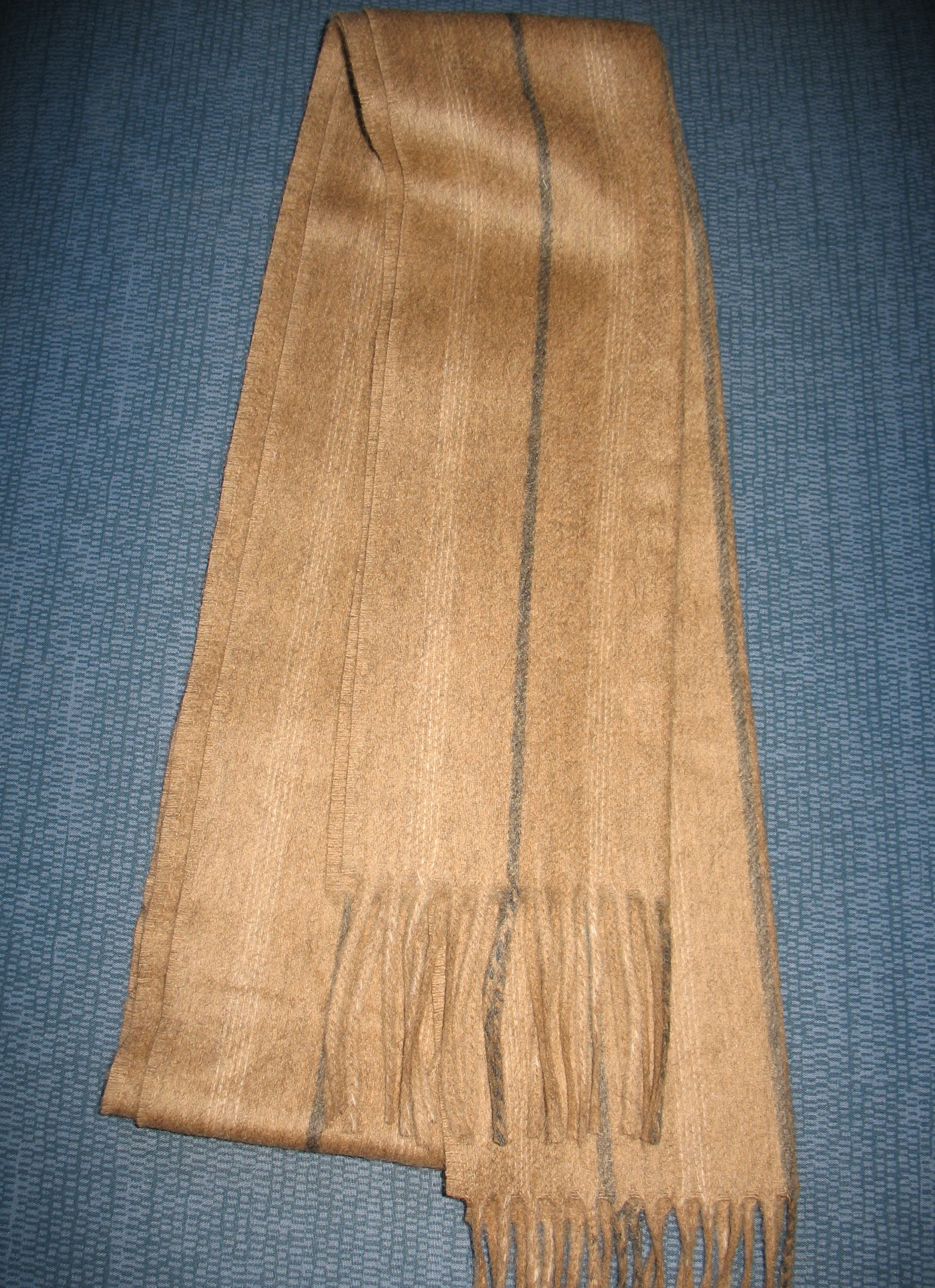
Sjaal van kasjmier

Kasjmier of kasjmir is een type wol afkomstig van de Kasjmirgeit. De wol is genoemd naar het gebied Kasjmir in India, Pakistan en China. Uit dit gebied komen de oorspronkelijke geitenrassen.
De Kasjmirwol is een fijne en zeer zachte, soepele vezel, 19 tot minder dan 12 µm. Ze wordt traditioneel gewonnen door de ondervacht van de geit te kammen, maar in de moderne bedrijven worden de geiten geschoren. De hoogste kwaliteit Kasjmier is afkomstig van de nek en kin van de geit. De geiten hebben de kleuren wit, grijs, bruin en zwart. De gewenste fijne vezels zitten alleen in de ondervacht. De stuggere vezels van de bovenvacht moeten verwijderd worden. Dit gebeurt machinaal. Per geit is de opbrengst ongeveer 150 gram per keer.
Kasjmir is een dure natuurvezel en wordt daarom vaak met merino of andere wol gemengd. De prijs is er vooral van afhankelijk hoe fijn de wol is. Verder spelen de vezellengte, de mate van kroezing en de kleur een rol. Kasjmir kan net zoals schapenwol worden verwerkt en geverfd. Als gevolg van de fijne vezels hebben artikelen van Kasjmirwol zeer goede warmte-isolerende eigenschappen bij een laag gewicht.

## Productielanden
De voornaamste productielanden waren oorspronkelijk China, Mongolië, Iran en het hoogland van Centraal Azië. Tegenwoordig worden echter ook in Australië, Nieuw-Zeeland en Schotland grote kuddes Kasjmirgeiten gehouden. In de oorspronkelijke landen wordt de vezel vooral tot mutsen en sjaals verwerkt. In de andere landen wordt de vezel verwerkt in bovenkleding variërend van truien tot mantels.